# Piotr Gutkowski
Piotr Gutkowski (ur. 29 marca 1979 w Katowicach), znany również jako Gutek – polski wokalista i autor tekstów, wykonawca muzyki reggae i hip-hop. Wokalista założonego przez Piotra Banacha zespołu Indios Bravos.

## Życiorys
Uczęszczał do X Liceum Ogólnokształcącego im. Ignacego Jana Paderewskiego w Katowicach, do którego chodzili również Michał Marten i Marcin Marten, założyciele grupy Kaliber 44. Zaowocowało to późniejszą współpracą z wieloma wykonawcami hip-hopu, m.in.: Kaliber 44, AbradAb, Paktofonika, Vienio, Pele, HST, Warszafski Deszcz, WSZ, CNE, Wojtas, Borixon, Pih oraz Fokus.
W 1995 poznał Piotra Banacha, który zainteresował go muzyką reggae. W 1999 wydał wraz z Piotrem Banachem i grupą Indios Bravos płytę Part One. Pozostał wokalistą grupy Indios Bravos również na jej kolejnych albumach.
W 2002 przygotowywał się do wydania autorskiego albumu sygnowanego nazwą Mustafarai. W skład projektu oprócz Piotra Gutkowskiego wchodzili IGS oraz Jajonasz. Album ostatecznie nie został wydany. Zrealizowany materiał ukazał się w postaci EP zatytułowanej Mamto. Płytę wydała wytwórnia Gigant Records. W 2005 wziął udział w nagraniu solowej płyty Piotra Banacha Wu-wei.
W grudniu 2017 roku miała miejsce premiera autorskiego projektu Piotra Gutkowskiego o nazwie Gutek.

## Dyskografia

### Albumy solowe
| Rok  | Tytuł                                                             | Najwyższa pozycja na liście |
| Rok  | Tytuł                                                             | POL                         |
| ---- | ----------------------------------------------------------------- | --------------------------- |
| 2021 | Stan rzeczy - Data: 16 kwietnia 2021 - Wydawca: Mystic Production | 12                          |

### Notowane utwory
| Tytuł                                                     | Rok  | Pozycja na liście | Pozycja na liście | Album          |
| Tytuł                                                     | Rok  | SLiP              | 30 ton            | Album          |
| --------------------------------------------------------- | ---- | ----------------- | ----------------- | -------------- |
| AbradAb – „Rapowe ziarno 2 (Szyderap)” (gościnnie: Gutek) | 2004 | 2                 | 14                | Czerwony album |

### Kompilacje różnych wykonawców
| Album                           | Rok  | Utwór | Źródło |
| ------------------------------- | ---- | --- | ------ |
| Usta miasta kast                | 2000 | Gutek – „Tysiąc lat” Dene, Gutek – „Miro mikrofoni”                                                        | [ 9 ]  |
| ESKA Squad 2                    | 2004 | AbradAb – „Rapowe ziarno 2" (gościnnie: Gutek)                                                             | [ 10 ] |
| Hip-Hop.pl – Kompilacja         | 2004 | Abradab, Gutek – „Miasto Jest Nasze” Vienio I Pele, Gutek, Lui – „To dla moich ludzi”                      | [ 11 ] |
| Hiphopstacja 2                  | 2004 | AbradAb – „Rapowe ziarno 2 (Szyderap)" (gościnnie: Gutek) AbradAb – „Miasto Jest Nasze” (gościnnie: Gutek) | [ 12 ] |
| Waco Records Sampler 2006 Vol.1 | 2006 | Wojtas, Borixon, AbradAb, Gutek – „Mój hajs”                                                               | [ 13 ] |
| Road Rap Hit Vol.1              | 2009 | IGS, Bas Tajpan, Gutek – „Wybory”                                                                          | [ 14 ] |

### Występy gościnne
| Album                                           | Rok  | Utwór | Źródło |
| ----------------------------------------------- | ---- | --- | ------ |
| Warszafski Deszcz – Nastukafszy...              | 1999 | „Re-relaxuje (amatorka)” (gościnnie: Metropolia, Gutek)                                                                                 | [ 15 ] |
| Hey – Hey                                       | 1999 | „To co czujesz” (gościnnie: Gutek) „Czas spełnienia” (gościnnie: Gutek)                                                                 | [ 16 ] |
| IGS – Ekspedycje                                | 2000 | „To co możesz dać” (gościnnie: Bas Tajpan, Gutek) „Protest” (gościnnie: Bas Tajpan, Gutek)                                              | [ 17 ] |
| Paktofonika – Kinematografia                    | 2000 | „Ja to ja” (gościnnie: Gutek) | [ 18 ] |
| Lari Fari – Dusza                               | 2001 | „Ludzie ras” (gościnnie: Gutek) | [ 19 ] |
| IGS – Alchemia                                  | 2001 | „Wybory” (gościnnie: Bas Tajpan, Gutek)                                                                                                 | [ 20 ] |
| AbradAb – Miasto Jest Nasze                     | 2002 | „Miasto Jest Nasze” (gościnnie: Gutek)                                                                                                  |        |
| WhiteHouse – Kodex                              | 2002 | „Są dni” (gościnnie: Fokus, Gutek) | [ 21 ] |
| Borixon – Mam pięć gram                         | 2002 | „Jeszcze więcej bausu” (gościnnie: Tede, Gutek)                                                                                         | [ 22 ] |
| Dizkret, Praktik – IQ                           | 2002 | „Zburzyć mur” (gościnnie: Gutek) | [ 23 ] |
| WSZ, CNE – Te-Rap-Ja                            | 2002 | „Kiedy czujesz ból” (gościnnie: Gutek)                                                                                                  | [ 24 ] |
| HST – Masy ludu. Na językach                    | 2002 | „Na językach” (gościnnie: Gutek) | [ 25 ] |
| Vienio, Pele – Autentyk 2                       | 2003 | „To dla moich ludzi” (gościnnie: Gutek, Lui)                                                                                            | [ 26 ] |
| DJ Feel-X – Dancehall Clash Test                | 2003 | „Mental Revolution” (gościnnie: Gutek) „Big Up Big Up For The Crew” (gościnnie: Gutek)                                                  | [ 27 ] |
| DJ 600V – 600 °C                                | 2003 | „Spójrz w nasze oczy czerwone” (gościnnie: Baku Baku Skład)                                                                             | [ 28 ] |
| AbradAb – Czerwony album                        | 2004 | „Rapowe ziarno 2 (Szyderap)” (gościnnie: Gutek) „Lubiędobre” (gościnnie: Gutek) „Państwo jest nasze” (gościnnie: Gutek, Tede)           | [ 29 ] |
| Masala – Long play                              | 2004 | „As One” (gościnnie: Gutek) | [ 30 ] |
| Duże Pe, IGS, DJ Spox – Sinus                   | 2004 | „Tak jak teraz jest (Futurystyle)” (gościnnie: Gutek)                                                                                   | [ 31 ] |
| Pih – Krew, pot i łzy                           | 2004 | „Otwórz do mnie ogień” (gościnnie: Gutek)                                                                                               | [ 32 ] |
| Vienio, Pele – Autentyk 3                       | 2005 | „To dla moich ludzi remix” (gościnnie: Gutek, Mercedresu)                                                                               | [ 33 ] |
| IGS – Na klucz                                  | 2005 | „Każdy z nas to pozna” (gościnnie: Gutek, Bas Tajpan)                                                                                   | [ 34 ] |
| Wojtas – Moja gra                               | 2005 | „Mój hajs” (gościnnie: AbradAb, Borixon, Gutek)                                                                                         | [ 35 ] |
| Piotr Banach – Wu-Wei                           | 2005 | „Kamyk” (gościnnie: Gutek) „To samo” (gościnnie: Gutek) „Ściana” (gościnnie: Dziun, Gutek) „Jego piosenka o miłości” (gościnnie: Gutek) | [ 36 ] |
| AbradAb – Emisja spalin                         | 2005 | „Kumam” (gościnnie: Numer Raz, Gutek)                                                                                                   | [ 37 ] |
| WSZ, CNE – Jeszcze raz                          | 2005 | „Baku Baku Potęga” (gościnnie: AbradAb, Joka, Gutek)                                                                                    | [ 38 ] |
| DJ Spox – Sinus vs RJD2 – The Blend Album       | 2006 | „Uprock tak jak teraz jest” (gościnnie: Gutek)                                                                                          | [ 39 ] |
| IGS – Garaże                                    | 2006 | „Lubię dobre (wersja oryginalna)” (gościnnie: Gutek, Tede)                                                                              | [ 40 ] |
| AbradAb – Ostatni poziom kontroli               | 2008 | „Raz dwa raz dwa” (gościnnie: Gutek) „Ciężko jest żyć lekko” (gościnnie: Gutek)                                                         | [ 41 ] |
| Martyna Jakubowicz – Te 30. urodziny            | 2008 | „Miecz i kij” (gościnnie: Indios Bravos)                                                                                                | [ 42 ] |
| Maria Sadowska – Spis treści                    | 2009 | „Spis treści” (gościnnie: Gutek) | [ 43 ] |
| Maqama – Maqamat                                | 2009 | „Darfur” (gościnnie: Gutek) | [ 44 ] |
| AbradAb – Abradabing                            | 2010 | „Język giętki” (gościnnie: Gutek) | [ 45 ] |
| Lukatricks – Czarne złoto                       | 2010 | „Mówią o mnie w mieście” (gościnnie: Tede, Gano, Fokus, AbradAb, Gutek)                                                                 | [ 46 ] |
| Moral, Gano – Przeminęło z dymem                | 2011 | „W któryś dzień” (gościnnie: Gutek) | [ 47 ] |
| Happysad – Zadyszka                             | 2011 | „My się nie chcemy bić” (gościnnie: Gutek)                                                                                              | [ 48 ] |
| Fokus – Prewersje                               | 2011 | „Wszystko będzie dobrze” (gościnnie: Gutek)                                                                                             | [ 49 ] |
| Maleo Reggae Rockers – Rzeka dzieciństwa        | 2011 | „Korowód II” (gościnnie: Gutek) | [ 50 ] |
| Farben Lehre – Achtung 2012                     | 2012 | „Anioły i demony” (gościnnie: Gutek) | [ 51 ] |
| Bednarek – Jestem...                            | 2012 | „Światu brakuje troski” (gościnnie: Gutek)                                                                                              | [ 52 ] |
| Wini – Bóg jest miłością                        | 2012 | „Nie ma takiej siły” (gościnnie: Gutek)                                                                                                 | [ 53 ] |
| Bas Tajpan – Made in Tajpan                     | 2012 | „Wolność” (gościnnie: Tribuman, Gutek, Benjahmin)                                                                                       | [ 54 ] |
| Młody Grzech, Jakuza – Wielkie Joł zajafka kipi | 2012 | WSZ & CNE – „Baku Baku Potęga” (gościnnie: AbradAb, Joka, Gutek)                                                                        | [ 55 ] |
| Farben Lehre – Project punk                     | 2013 | „Niezwyciężony” (gościnnie: Gutek) | [ 56 ] |
| Rena – Uliczna psychologia                      | 2013 | „Przejmij ster w swoje dłonie” (gościnnie: Gutek)                                                                                       | [ 57 ] |
| Pęku – Jak feniks z popiołów                    | 2013 | „Co nas nie zabije” (gościnnie: Gutek)                                                                                                  | [ 58 ] |
| Olaf Deriglasoff – XXX                          | 2014 | „Mars Napada” (gościnnie: Igor Seider, Bela Komoszyńska, Joanna Kondrat, Kuba Quka Kawalec, Misza Figurski, Piotr Gutek Gutkowski)      | [ 59 ] |
| Masala – In Broken English (By Popular Demand)  | 2014 | „As One” (gościnnie: Gutek) | [ 60 ] |
| Farben Lehre – Bez pokory                       | 2014 | „Magia” (gościnnie: Gutek) „Magia (wersja long)” (gościnnie: Gutek)                                                                     | [ 61 ] |
| Farben Lehre – Trzy dekady                      | 2016 | „Femina” (gościnnie: Gutek) | [ 62 ] |
| Kaliber 44 – Ułamek tarcia                      | 2016 | „Razowy” (gościnnie: Gutek) „Historia” (gościnnie: Gutek, Justyna Motylska)                                                             | [ 63 ] |
| Farben Lehre – Na zdrowie                       | 2023 | „Samo życie” (gościnnie: Gutek) „Skrzydła” (gościnnie: Gutek) „Choroba polska” (gościnnie: Gutek)                                       | [ 64 ] |

## Teledyski
| Tytuł                                                                                | Rok  | Reżyseria       | Album                 | Źródło |
| ------------------------------------------------------------------------------------ | ---- | --------------- | --------------------- | ------ |
| AbradAb – „Miasto jest nasze” (gościnnie: Gutek)                                     | 2004 | –               | Czerwony album        | [ 65 ] |
| AbradAb – „Rapowe ziarno” (gościnnie: Gutek)                                         | 2004 | Kobas Laksa     | Czerwony album        | [ 66 ] |
| Lukatricks – „Mówią o mnie w mieście” (gościnnie: Abradab, Tede, Gutek, Gano, Fokus) | 2010 | Toczy Videos    | Czarne złoto          | [ 67 ] |
| Fokus – „Wszystko będzie dobrze” (gościnnie: Gutek)                                  | 2011 | Przedmarańcza   | Prewersje             | [ 68 ] |
| Pęku – „Co nas nie zabije” (gościnnie: Gutek)                                        | 2012 | –               | Jak feniks z popiołów | [ 69 ] |
| Farben Lehre – „Anioły i demony” (gościnnie: Gutek)                                  | 2013 | Mateusz Winkiel | Achtung 2012          | [ 70 ] |
| Rena – „Przejmij ster w swoje dłonie” (gościnnie: Gutek)                             | 2013 | 9 Liter Filmy   | Uliczna psychologia   | [ 71 ] |

## Filmografia
| Tytuł                                           | Rok  | Uwagi                                                           | Źródło        |
| ----------------------------------------------- | ---- | --------------------------------------------------------------- | ------------- |
| „Ziomek”                                        | 2006 | rola dubbingowana, serial animowany, reżyseria: Laurent Nicolas | [ 72 ]        |
| „Paktofonika. Hip-Hopowa podróż do przeszłości” | 2009 | reportaż, scenariusz i reżyseria: Marta Dzido, Piotr Śliwowski  | [ 73 ]        |
| „Drogi”                                         | 2012 | film dokumentalny, reżyseria: Małgorzata Ruszkiewicz            | [ 74 ] [ 75 ] |